# Наталі Кальдас
Наталі Кальдас (ісп. Nataly Caldas, 0 грудня 1989) — колумбійська плавчиня.  Учасниця Чемпіонату світу з водних видів спорту 2019, де на дистанціях 5 і 10 кілометрів на відкритій воді посіла, відповідно, 41-ше і 44-те місця.